# Dawson Manufacturing Company
Dawson Manufacturing Company war ein US-amerikanischer Hersteller von Automobilen und gleichzeitig der erste seiner Branche im US-Bundesstaat Virginia.

## Unternehmensgeschichte
George Dawson stammte aus Cincinnati. Er gründete 1899 das Unternehmen in Basic City in Virginia und fertigte ein erstes Fahrzeug. Er bot es in einer Automobilzeitschrift an und erhielt einige Anfragen, allerdings keine festen Bestellungen. Daraufhin verkaufte er das erste Fahrzeug an Luther Gaw und John Clark. Der Markenname lautete Dawson. Die Arbeiten an einem zweiten Fahrzeug begannen, das allerdings nicht mehr fertiggestellt wurde. 1901 wurde das Unternehmen aufgelöst, als Dawson zurück nach Cincinnati fuhr.
Es gab keine Verbindung zur J. H. Dawson Machinery Company, die später den gleichen Markennamen benutzte.

## Fahrzeuge
Das einzige Modell wurde Auto-Mobile genannt. Es war ein Dampfwagen. Der Dampfmotor hatte zwei Zylinder. Er trieb über eine Kette die Hinterachse an. Gelenkt wurde mit einem Lenkhebel. Der offene Runabout bot Platz für drei Personen. Die Höchstgeschwindigkeit war mit 40 km/h auf guten Straßen angegeben.